# Hwang Hee-chan
Hwang Hee-chan (født 26. januar 1996) er en sydkoreansk fodboldspiller, der spiller for den engelske klub  Wolverhampton Wanderers F.C. på en låneaftale fra den østrigske klub Red Bull Salzburg.
Han har endvidere spillet på det sydkoreanske fodboldlandshold. Han repræsenterde Sydkorea under Sommer-OL 2016 i Rio de Janeiro, hvor han med sit hold nåede kvartfinalen. Han var også med i truppen til VM 2018 i Rusland.